# ازگیل‌لی (گوی‌گول)
ازگیل‌لی (به لاتین: Əzgilli) یک منطقه مسکونی در جمهوری آذربایجان است که در شهرستان گوی‌گول واقع شده‌است. ازگیل‌لی ۵۵ نفر جمعیت دارد.